# Epiblema expressana
Epiblema expressana es una especie de polilla del género Epiblema, familia Tortricidae.
Fue descrita científicamente por Christoph en 1882.

## Distribución
Se encuentra en  China (Jilin, Heilongjiang), Japón, Corea y Rusia.